# Distar
Die Stimme des Arztes, kurz Distar genannt, war ein Sprechplattenprogramm und später ein Label des Werk-Verlags Dr. Edmund Banaschewski in München-Gräfelfing, das ab 1959 ausschließlich Sprachaufnahmen herausragender Ärzte herausgab. Einen Teil der Auflagen nahm die Fa. Bayer
ab, was die Finanzierung der Produktion sicherte (3).

## Aufnahmen
Meist sprachen die Interpreten Texte, die wesentliche Punkte ihrer wissenschaftlichen Arbeit widerspiegelten. Bisweilen wurden auch wichtige Vorträge dokumentiert, zum Beispiel Emil K. Freys Vortrag zum 483. Stiftungsfest der Universität München. Seltener (obschon auch Teil des Programmkonzepts) waren hingegen künstlerische oder rein philosophische Äußerungen von medizinischen Doppelbegabungen – „Arzt-Künstlern“ oder „Arzt-Philosophen“ – zu hören.

## Zielgruppe
Zielgruppe der bald unter dem Label Distar veröffentlichten Reihe waren trotz der generellen Allgemeinverständlichkeit der gesprochenen Texte aufgrund der Fachspezifik in erster Linie Mediziner oder zumindest medizinisch Interessierte. Der Verkaufspreis einer 10-inch-Langspielplatte bewegte sich damals mit 21,50 DM im oberen Preissegment für Schallplatten dieser Größe. Spätere Veröffentlichungen (70er bis 80er Jahre) erschienen im normalen 12-inch-Format.
Das Selbstverständnis des Labels zielte im Gegensatz zu anderen medizinischen Schallplattenreihen der 1960er/1970er weniger auf eine Ratgeber-Funktion, als vielmehr auf die Dokumentierung und Erhaltung der Stimmen für die Geschichte der Medizin bedeutsamer Ärzte des 20. Jahrhunderts in typischer wissenschaftlicher Äußerung für die Nachwelt.

## Erste Distar-Platte
Die erste Distar-Platte war Karl Jaspers und seiner „Idee des Arztes“ gewidmet. Neben der Tonaufnahme des Philosophen und Psychiaters Jaspers enthielt sie auch den von einem der bedeutendsten Übersetzer des Altgriechischen Wolfgang Schadewaldt gesprochenen Hippokratischen Eid auf Griechisch und in eigener Übersetzung auf Deutsch.

## Programm (1)
Neben Karl Jaspers und Emil K. Frey gehören weitere Ärztepersönlichkeiten wie Hans Erhard Bock, Rudolf Schoen, Gerhard Domagk, Louis R. Grote, Max Bürger, Paul Martini, Adolf Hottinger, Felix von Miculicz-Radecki, Arthur Weber, Walter Brednow, Heinrich A. Grotton, Karl Heinrich Bauer, Ludwig Heilmeyer, Ferdinand Hoff, Franz Büchner, Hans Neuffer, Ernst Derra, Richard J. Bing, André Cournand, Herman A. Snellen und Henri Denolin der langen Liste von herausragenden Medizinern des 20. Jahrhunderts an, die für Distar Schallplatten besprachen.

## Distar oder Phobophobia (2)
Bayern 2 sendete 2010 das Hörstück Distar oder Phobophobia von Kalle Laar. Die Collage dokumentierte und kommentierte alte Distaraufnahmen unter dem Leitmotiv der Idee des Heilens.